# Krosok
Krosok is een bestuurslaag in het regentschap Tulungagung van de provincie Oost-Java, Indonesië. Krosok telt 3226 inwoners (volkstelling 2010).